# Sumpfspringschwanz

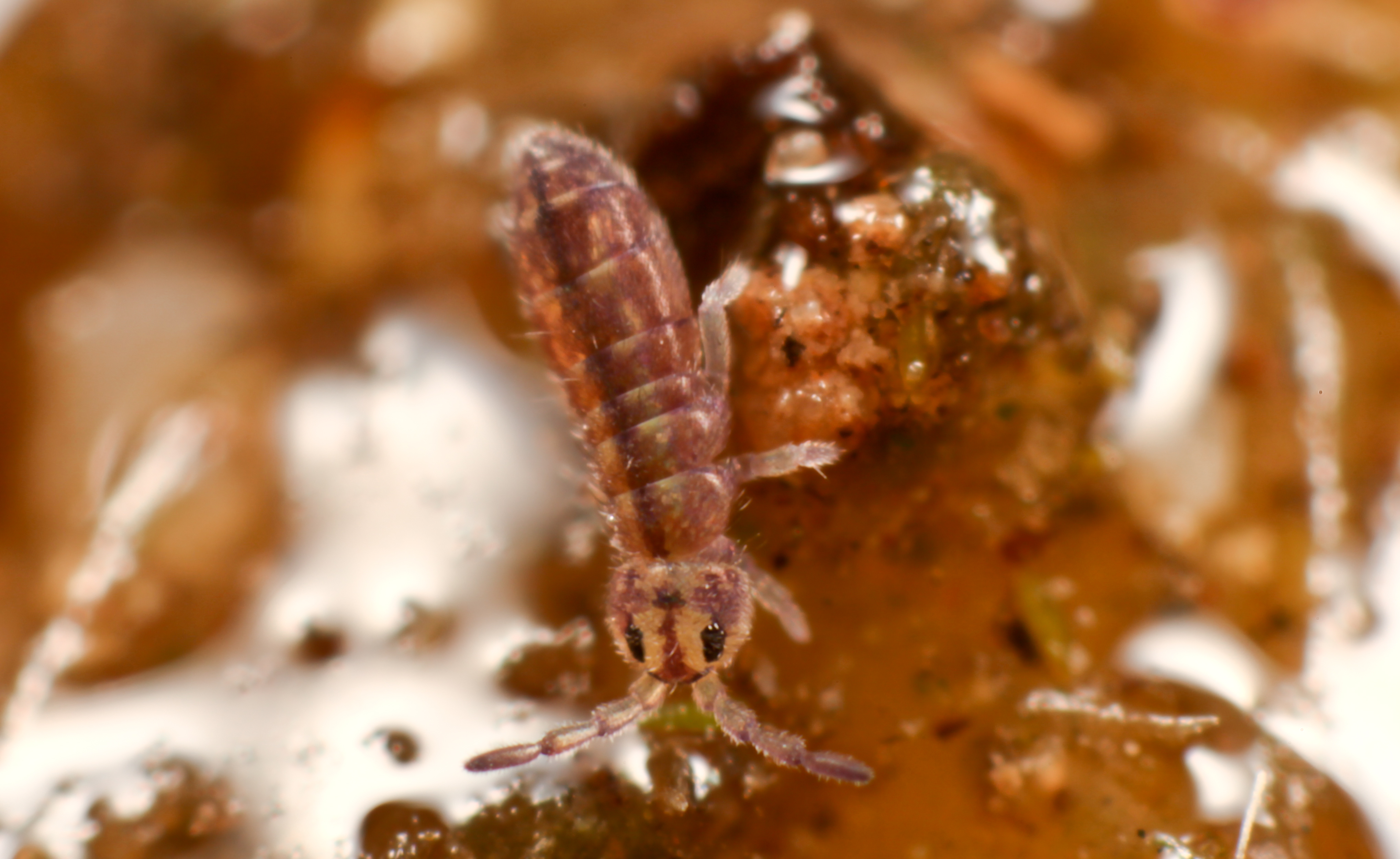
Ein Exemplar aus Großbritannien ohne dunkle Flecken an den Seiten

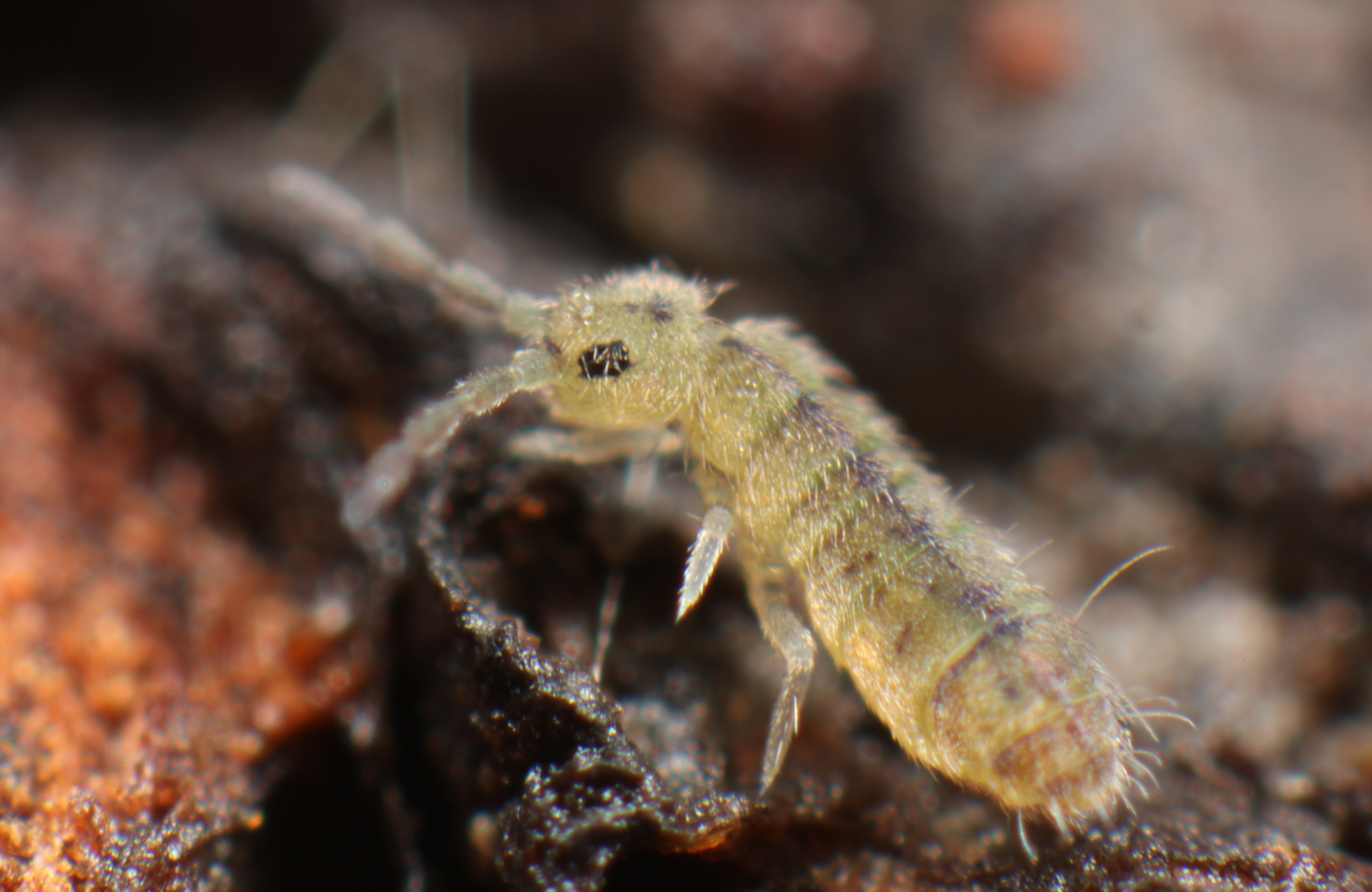
Ein Exemplar aus der Schweiz

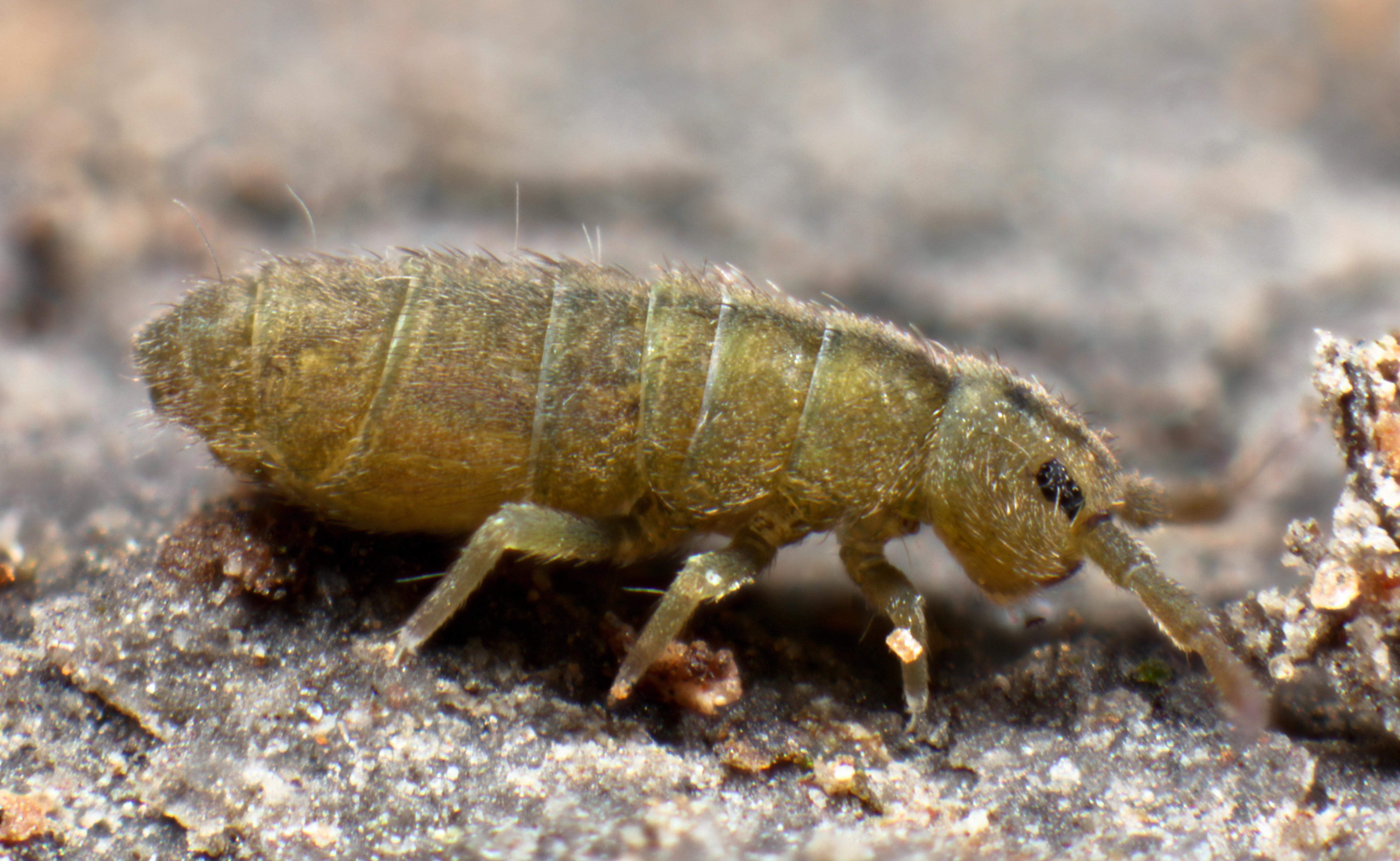
Ein Exemplar aus Großbritannien in Seitenansicht

Der Sumpfspringschwanz (Isotomurus palustris) ist eine Art der zu den Springschwänzen gehörenden Gleichringler. Er ist ursprünglich in Europa verbreitet, kommt heute aber kosmopolitisch vor.

## Merkmale
Die Körperlänge beträgt etwa 3 mm, wird aber auch mit 2–4,5 mm angegeben. Die Art variiert in ihrer Färbung und Zeichnung sehr stark. Der Körper ist grünlich oder gelblich mit einem violetten Mittelstreifen und dunklen Flecken an der Seite, die auch zu bilateralen Streifen verschmolzen sein können, die dann vom Thorax bis zum Abdomen reichen und deutlich auf den Tergiten vorhanden sind. Charakteristisch für I. palustris ist ein longitudinal verlaufendes Rückenband, das auf den hinteren Abdominalsegmenten schwächer ausgeprägt oder unterbrochen ist, vor allem auf dem dritten.
Es gibt Beschreibungen mehrerer Farbformen, bei denen es sich auch um eigene Arten handeln könnte. Juvenile Tiere sind generell blasser gefärbt. Die Makrosetae (großen Härchen) sind bei I. palustris nur an den posterioren (hinteren) Körpersegmenten vorhanden und auf dem 4. Abdominalsegment in einer dreieckigen Konstellation angeordnet.

### Ähnliche Arten
Eine ähnliche Art ist Isotomurus tricolor. Bei ihr sind die bilateralen Streifen nur bei stark pigmentierten Adulten vorhanden und nur auf den Abdominalsegmenten vorhanden. Auf den Thoraxsegmenten ist das Pigment nicht vorhanden. Die Coxae sind pigmentiert, nicht jedoch die Thoraxtergite. Auch Isotomurus pseudopalustris ist eine sehr ähnliche Art, die sich durch stärkere Pigmentierung der seitlichen Tergite von I. palustris unterscheidet.
Generell sind die über 70 Arten der Gattung Isotomurus häufig sehr ähnlich und nur schwer zu bestimmen, bei vielen Nachweisen von Isotomurus palustris kann es sich somit auch um verwandte Arten handeln.

## Verbreitung
Die Art besiedelt ganz Europa und kommt mittlerweile kosmopolitisch vor. Bekannte Vorkommen gibt es in Spanien, Frankreich, Irland, Großbritannien, Belgien, den Niederlanden, der Schweiz, Italien, Deutschland, Dänemark, Norwegen, Schweden, Polen, Österreich, Ungarn, der Ukraine, Finnland, Russland, Südkorea, Südafrika, Kanada, den Vereinigten Staaten, Mexiko, Guatemala und Nicaragua, außerdem auf einigen Inseln wie der Kokos-Insel und den Azoren.

## Lebensraum
Die Art hygrophil und eine der häufigsten Arten der Gattung an feuchten Stellen des Binnenlandes, etwa an Gewässerufern, auf Feuchtwiesen oder in Sümpfen. In Mitteleuropa ist die Art auch auf Agrarflächen anzutreffen. An Küstengewässern, im Gebirge und in den arktischen Regionen wird sie durch andere Isotomiden ersetzt.

## Lebensweise
Die Art ist ganzjährig zu finden.

## Taxonomie
Die Art wurde 1776 von Otto Friedrich Müller als Podura palustris erstbeschrieben. Weitere Synonyme der Art lauten unter anderem:
- Podura aquatica cinerea DeGeer, 1740
- Podura aquatilis O.F.Müller, 1776
- Podura aquatica grisea DeGeer, 1778
- Podura grisea Herbst, 1787
- Podura stagnorum R.Templeton, 1836
- Podura fuliginosa R.Templeton, 1836
- Podura armata Nicolet, 1842
- Aetheocerus aquaticus Bourlet, 1842
- Desoria fusca Nicolet, 1842
- Isotoma spilosoma Gervais, 1844
- Desoria riparia C.Bourlet, 1845
- Podura psi Herklots, 1857
- Degeeria psi Herklots, 1858
- Isotoma balteata Reuter, 1876
- Isotoma palustris var. spilosoma Parfitt, 1891
- Isotoma tricolor MacGillivray, 1891
- Isotomurus spilosoma C.Houlbert, 1924
- Proisotomurus papillatus Womersley, 1934

Bei manchen dieser Synonyme handelt es sich um eigene Arten, die fälschlicherweise mit Isotomurus palustris synonymisiert wurden, so z. B. Isotomurus balteatus oder Isotomurus tricolor.